# Chira superba
Chira superba là một loài nhện trong họ Salticidae.
Loài này thuộc chi Chira. Chira superba được Lodovico di Caporiacco miêu tả năm 1947.